# 12321 Zurakowski
12321 Zurakowski eller 1992 PZ1 är en asteroid i huvudbältet som upptäcktes den 4 augusti 1992 av den amerikanske astronomen Henry E. Holt vid Palomarobservatoriet. Den är uppkallad efter Paul R. Zurakowski.
Asteroiden har en diameter på ungefär 2 kilometer.